# سان میگل دل پینو
سان میگل دل پینو (به اسپانیایی: San Miguel del Pino) یک شهرستان در اسپانیا است که در استان وایادولید واقع شده‌است.